# Липовське сільське поселення (Кізнерський район)
Ли́повське сільське поселення (рос. Липовское сельское поселение) — муніципальне утворення у складі Кізнерського району Удмуртії, Росія. Адміністративний центр — село Кізнер.
Населення становить 1585 осіб (2019, 1876 у 2010, 2117 у 2002).

## Історія
Головами сільради були В. Р. Савін, П. В. Оконніков, Д. В. Соколов, П.Гурьянов, А. Г. Тіхонов (з 2000).
Станом на 2002 рік існувала Кізнерська сільська рада (село Кізнер, присілки Липовка, Новий Трик, Сіняр-Бодья, Сінярка, Старий Трик). Пізніше присілок Старий Трик був переданий до складу Ягульського сільського поселення.
2012 року Кізнерське сільське поселення перейменовано в сучасну назву.

## Склад
До складу поселення входять такі населені пункти:
| Населений пункт       | Населення, осіб (2002) | Населення, осіб (2010) |
| --------------------- | ---------------------- | ---------------------- |
| Кізнер, село          | 1661                   | 1553                   |
| Липовка, присілок     | 4                      | 0                      |
| Новий Трик, присілок  | 161                    | 128                    |
| Сіняр-Бодья, присілок | 291                    | 195                    |
| Сінярка, присілок     | 0                      | 0                      |

## Господарство
В поселенні діють школа, садочок, 2 фельдшерсько-акушерських пункти, 3 клуби, 2 бібліотеки. Серед підприємств працюють 2 фермерства.